# Géologie de la région de Grand Teton

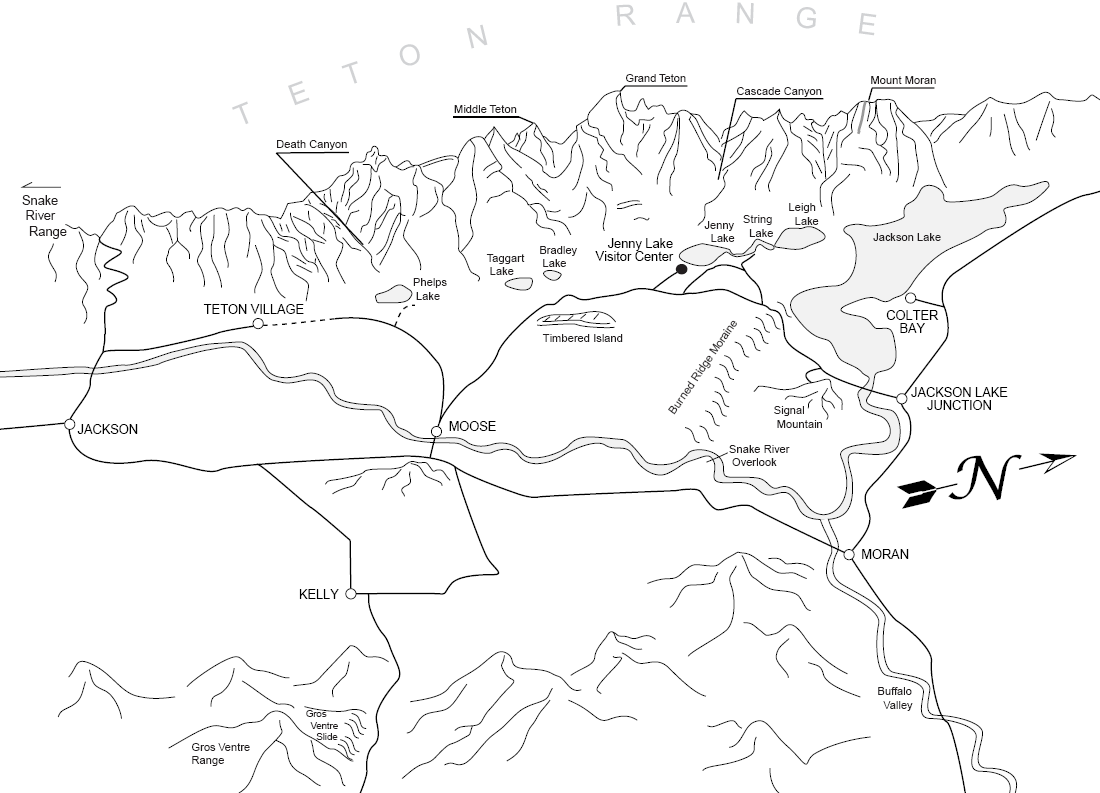
Vue en perspective de la région.

La géologie de la région de Grand Teton se caractérise par des roches faisant partie des plus vieilles de la planète, alors que les montagnes font partie des plus récentes d'Amérique du Nord. Le massif montagneux du Teton Range, situé en grande partie dans le parc national de Grand Teton, commence à apparaître il y a environ 9 millions d'années. La proche vallée de Jackson Hole est, de son côté, le vestige d'un bassin sédimentaire plus ancien.
Les roches qui composent les montagnes sont âgées de 2,5 milliards d'années. Elles se composent de roches sédimentaires marines et de dépôts volcaniques. Dans la vallée de Jackson Hole, ces roches sont également présentes dans le sous-sol mais ne sont pas visibles à la surface. Les roches du Paléozoïque furent déposées dans une mer chaude, tandis que celle du Mésozoïque furent déposées par des successions de périodes marines et non marines, alors que la région était parfois couverte par une mer intérieure peu profonde dénommée voie maritime du Crétacé.
Il y a 70 millions d'années, lors de l'orogénèse du Laramide, des montagnes commencent à se former dans la région. Le massif de Teton Range s'est formé durant l'Éocène. De grandes éruptions dans la proche région de Yellowstone apportent en plus des dépôts volcaniques. Par la suite, durant le Pléistocène, plusieurs importantes glaciations furent à l'origine de grands glaciers qui ont érodé les montagnes et la vallée en y créant des moraines et des lacs glaciaires comme le Jackson Lake.

## Dépôt précambrien, métamorphisme et intrusion géologique

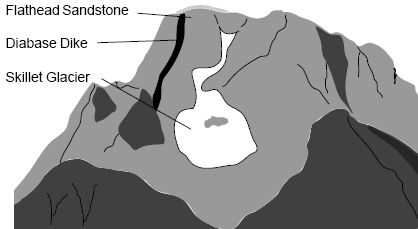
Illustration du mont Moran avec vue du dyke en diabase à proximité du Skillet Glacier.

Il y a environ 3 milliards d'années, durant le Précambrien, des dépôts sédimentaires composés de sable, de calcaire, de limon et d'argile se déposent au fond d'une mer. Entre ces couches se sont également déposés des dépôts d'origine volcanique. Par lithification, ces sédiments se sont, au fil du temps, transformés en roches à la suite des énormes pressions présentes dans le sous-sol. Ces sédiments se sont ainsi compactés et transformés en grès, en roches calcaires ou en schiste. Ces roches étaient situées entre 8 et 16 km en dessous du niveau du sol, lorsque des phénomènes orogéniques (entre 2,8 et 2,7 milliards d'années) les ont métamorphosées en bandes alternées claires et noirâtres de micaschistes et de gneiss,. Ces roches, visibles aujourd'hui au niveau des montagnes, ont été soulevées lors de la formation des montagnes du Teton Range.
Il y a 2,5 milliards d'années, du magma a percé les anciennes roches en formant des intrusions géologiques composées de granite. Ces roches granitiques sont visibles dans la partie centrale du massif. Il y a environ 1,3 milliard d'années des dikes de roches noires (diabase) allant jusqu'à 60 mètres d'épaisseur se sont formées. Ces couches noires sont visibles au niveau des monts Moran et Middle Teton,.
700 millions d'années plus tard, de nouveaux sédiments se déposent durant le Paléozoïque.
Durant cette période intermédiaire, les anciennes roches furent soulevées et exposées à l'érosion, pour former ensuite une immense plaine. Il y a environ 600 millions d'années, cette plaine est à nouveau recouverte par une mer peu profonde. Cette mer se retira plusieurs fois avant de revenir durant les 500 millions d'années qui suivirent.

## Dépôt du Paléozoïque
Durant le Cambrien et le Paléozoïque, environ 1 200 mètres de nouveaux sédiments se déposent en formant neuf formations géologiques. Ces couches géologiques ont été peu déformées par le mouvement des plaques tectoniques. Certaines zones furent néanmoins plus touchées que d'autres lors de l'érosion, qui avait lieu lorsque la mer se retirait par endroits. Ces roches carbonées renferment des fossiles de brachiopodes, de coraux et de trilobites.

### En bordure de mer

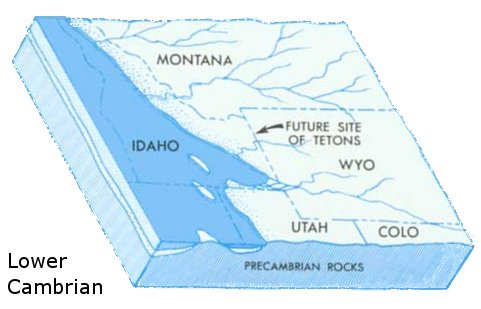
Au début du Cambrien, la région était à la limite d'un bras de mer.

Au début du Cambrien, un bras de mer s'étendait du sud de la Californie jusqu'en Idaho en passant par l'Utah et le Nevada.
Les roches du Précambrien, situées sur une plaine plus à l'ouest, étaient érodées par des rivières qui transportaient le sable et les sédiments fluviaux dans la mer. La région du Grand Teton faisait partie de cette plaine. Par la suite, le bras de mer s'est étendu plus à l'est en recouvrant les anciennes plages, qui furent elles-mêmes recouvertes par de nouveaux sédiments. Le plus ancien dépôt de sable sur une plage dans la région a formé le « Grès de Flathead », qui possède une épaisseur d'un peu moins de 60 mètres. Ce grès, visible par endroits dans la région, est brun-rouge et très résistant. Lorsque la mer s'est dirigée toujours plus à l'est, de nouveaux sédiments ont recouvert le sable des plages. Les sédiments formèrent une couche de schiste vert-gris de 30 mètres d'épaisseur. Cette couche est dénommée « Membre de Wolsey Shale » et appartient à la « formation de Gros Ventre ». Ces dépôts ont conservé quelques fossiles de trilobites et de vers.

### Sous une mer peu profonde

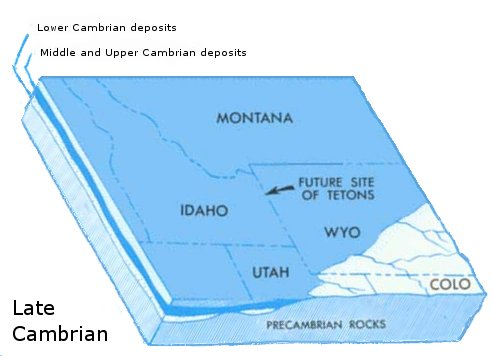
La région est recouverte par une mer intérieur dès la fin du Cambrien.

Alors que la mer continuait son extension vers l'est, 87 mètres de nouveaux dépôts s'accumulent pour former le membre de « Death Canyon Limestone », qui appartient également à la formation de Gros ventre. Ce membre est composé de deux couches de pierres calcaires gris-bleu séparées par une couche de schiste de 5 à 6 mètres d'épaisseur. On y trouve de nombreux fossiles de brachiopodes et de trilobites. La mer s'est ensuite retirée durant une courte période, ce qui eut pour effet le dépôt d'un nouveau type de sédiment dont le membre est dénommé « Park Shale » (toujours de la formation de Gros ventre). Il s'agit d'une couche de schiste de 67 mètres de couleur gris-vert.
À la fin du Cambrien, la mer revient à nouveau vers l'est. La mer, plus claire que durant la période précédente, devait avoir entre 30 et 60 mètres de profondeur dans la région. Les dépôts calcaires de l'époque forment alors le « Calcaire de Gallatin » sur une couche de 30 mètres. Cette pierre bleu-gris a quelques taches jaunâtres. À cette époque, la mer recouvre l'Idaho, le Montana, une grande partie du Wyoming et relie même une autre mer plus à l'est. Il y a environ 70 millions d'années, la mer se retire et la région est exposée à l'érosion.

### Retour en bordure de mer

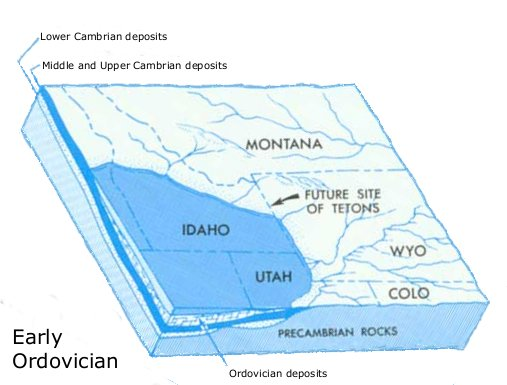
L'élévation du niveau du sol dans la région fait partir la mer de la région au début de l'Ordovicien.

Le « Bighorn Dolomite », datant de l'Ordovicien, est une couche géologique de près de 60 mètres, qui possède une couleur gris clair à blanc. Il s'agit de dolomite formée par une boue de sédiments composée de carbonates de calcium et de magnésium.
La dolomite de la « formation de Darby » (Dévonien) est différente. De couleur brun foncé à noir, elle est composée de mudstone et de grès. Alors que la mer était claire durant la formation précédente, elle était ici plus trouble. Les fossiles indiquent qu'il y avait de nombreux poissons à l'époque.
Le « calcaire de Madison » (Mississippien) a une épaisseur de plus de 300 mètres. Il est visible sur certaines falaises des montagnes. On y trouve des fossiles d'organismes aquatiques. La roche calcaire est gris bleuté, ce qui indique une mer chaude et calme.
La « formation de Phosphoria » se compose de dolomite sableuse, de couches de phosphate noir et d'argile noir. On y trouve aussi du vanadium, de l'uranium, du chrome, du zinc, du sélénium, du molybdène, du cobalt et de l'argent. Cette formation est exploitée intensivement en Idaho et au Wyoming pour le phosphate. Les concentrations des autres composants sont souvent trop faibles pour pouvoir présenter un intérêt économique.

## Dépôt du Mésozoïque

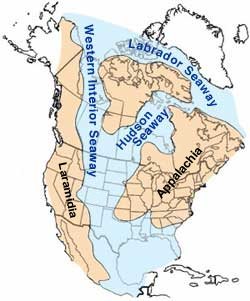
Chenal maritime du Crétacé (Cretaceous Seaway).

Les sédiments du Mésozoïque sont d'abord marins et deviennent peu à peu fluviaux et continentaux. 15 formations géologiques se déposent sur une épaisseur de 3 000 à 4 500 mètres. L'Amérique du Nord est alors coupée en deux du nord au sud par un chenal dénommé « Chenal maritime du Crétacé » (Cretaceous Seaway). À l'est de la zone se trouvent des montagnes (Appalaches), tandis qu'à l'ouest se trouvent un arc de volcans. Les sédiments étaient ainsi constitués de matières provenant de l'érosion des montagnes, mais aussi de cendres en provenance des volcans. Ces cendres se sont parfois transformées en bentonite, qui augmente de volume en présence d'eau et qui est une cause de glissement de terrain dans le parc de Grand Teton.
Une élévation locale du niveau du sol durant le Crétacé chasse l'eau du chenal, et la zone devient une plaine côtière de faible altitude fréquentée par des dinosaures (un fossile de Tricératops a par exemple été découvert à l'est du parc au niveau du col de Togwotee Pass). Par ailleurs, le lieu est couvert de marais et d'arbres qui formeront du charbon. Des traces de charbon sont visibles à l'est du parc, notamment dans d'anciennes mines abandonnées.

### Sundance Sea(mer Sundance)
La majorité du socle géologique du Mésozoïque est constitué d'une couche de plus de 300 mètres d'épaisseur de roches rouge clair appartenant à la formation de Chugwater. D'origine boueuse, la roche indique la présence d'une zone côtière inondable et empruntée par des reptiles et des amphibiens. Cette zone est à proximité d'une mer située à quelques kilomètres plus au sud-ouest. La couleur rougeâtre provient de la présence d'oxyde de fer dans les sédiments.
Durant le Jurassique, le vent apporte sur la zone du sable rose-saumon, ce qui formera le Grès de Nugget (Nugget Sandstone). Ce sable sera à son tour recouvert par du schiste rouge et un peu de gypse, ce qui créera la formation de Gypsum Spring. Par la suite, une mer chaude et peu profonde dénommée Sundance Sea recouvre la région de l'Alaska jusqu'au Wyoming. Plus de 150 mètres de schiste gris riche en fossiles mélangé à du sable et du calcaire se déposent.
Alors que la mer se retire de nouveau à la fin du Jurassique et au début du Crétacé se forment la formation de Morrison et la formation de Cloverly. La zone est alors constituée d'une basse plaine inondable recouverte de marais, d'arbres et de dinosaures.

### Nouvelle extension temporaire maritime
Une autre mer peu profonde et chaude recouvre la région. Plus de 3 000 mètres de sédiments composés de sables colorés, d'argile, de cendres volcaniques et de graviers se déposent.
Cette mer se retire il y a environ 85 millions d'années en déposant du sable qui formera le Grès de Bacon Ridge (Bacon Ridge Sandstone). D'immenses marais carbonifères se forment, laissant des couches de charbons de plusieurs mètres d'épaisseur. Ce charbon est visible dans d'anciennes mines à l'est du parc. La zone devait alors ressembler aux Everglades. Il faut environ 60 centimètres de végétaux pour former un centimètre de charbon.
Des cendres volcaniques en provenance de l'ouest et du nord-ouest se déposent durant tout le Crétacé. Ces cendres se transformeront en bentonite, une matière boulante qui peut causer des glissements de terrain lorsqu'elle est fortement imprégnée d'eau.

### Formation des montagnes Rocheuses

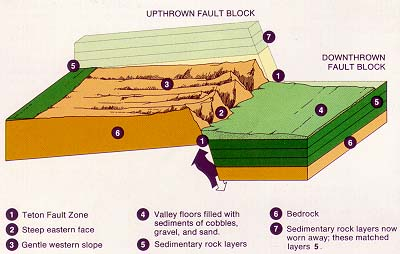
Blocs de la faille de Teton.

La zone reste plate jusqu'à la fin du Crétacé, il y a environ 80 millions d'années. Ensuite, les montagnes Rocheuses commencent à se former lors de l'orogénèse du Laramide. À ce moment, il existe déjà des montagnes à l'ouest de la région du parc. Ces montagnes sont érodées et apportent quelques dépôts dans la zone contenant des traces de minerais d'or et de mercure. Ces sédiments sont présents au sein de la formation de Harebell.
Les mouvements tectoniques font disparaître totalement la mer, séparant en deux l'Amérique du Nord. Les montagnes de l'ouest (Sierra Nevada) sont reliés aux montagnes de l'est (Appalaches) par des terres. Ces terres s'élèveront petit à petit pour former les montagnes Rocheuses. La formation commence il y a 80 millions d'années pour se terminer il y a environ 30 millions d'années. Ce mouvement crée en réalité plusieurs massifs montagneux reliés par des bassins sédimentaires. La région du parc est à ce moment l'un de ces bassins plats séparant des massifs. Il y a 34 millions d'années, l'ouest du Wyoming est un haut plateau.
Lorsque l'orogénèse s'achève, la zone commence à subir des phénomènes volcaniques, car elle est située à proximité d'un point chaud qui permet à la lave de pousser les roches et de les surélever. Dans la région du parc, cela a pour conséquence de briser le plateau en deux. D'un côté, la vallée de Jackson Hole, qui commence à s'enfoncer et de l'autre, le massif de Teton Range, qui commence à d'élever. Ce massif est aujourd'hui le plus récent massif des montagnes Rocheuses. Un lac se formera au niveau de la faille entre les deux blocs, avant de disparaître il y a environ 5 millions d'années. Ce lac est à l'origine de la formation de Teewinot. On y trouve des déchets volcaniques, de l'argile et des fossiles de coquillages et de vers.

## Dépôts volcaniques du Quaternaire et âge glaciaire
D'énormes éruptions volcaniques ont lieu il y a 2,2 millions, 1,3 million et 630 000 ans au nord de la région, dans ce qui est aujourd'hui le parc national de Yellowstone. D'immenses coulées de laves s'écoulent jusque dans la vallée en y déposant de l'obsidienne, qui sera bien plus tard utilisée par les Amérindiens pour en faire des outils tranchants. La vallée subit également des coulées pyroclastiques et est recouverte de cendres. Le climat, qui fut tropical dans le passé, devient tempéré durant le Pliocène, à la suite de la dérive du continent plus au nord. Plusieurs glaciations ont lieu par la suite, durant le Pléistocène, ce qui formera de très gros glaciers. Durant la glaciation Buffalo, un glacier d'une épaisseur de plus de 600 centimètres se trouve dans la vallée de Jackson Hole. À cette époque, une grande partie nord de l'Amérique du Nord est recouverte de glace du Canada jusqu'en Idaho.

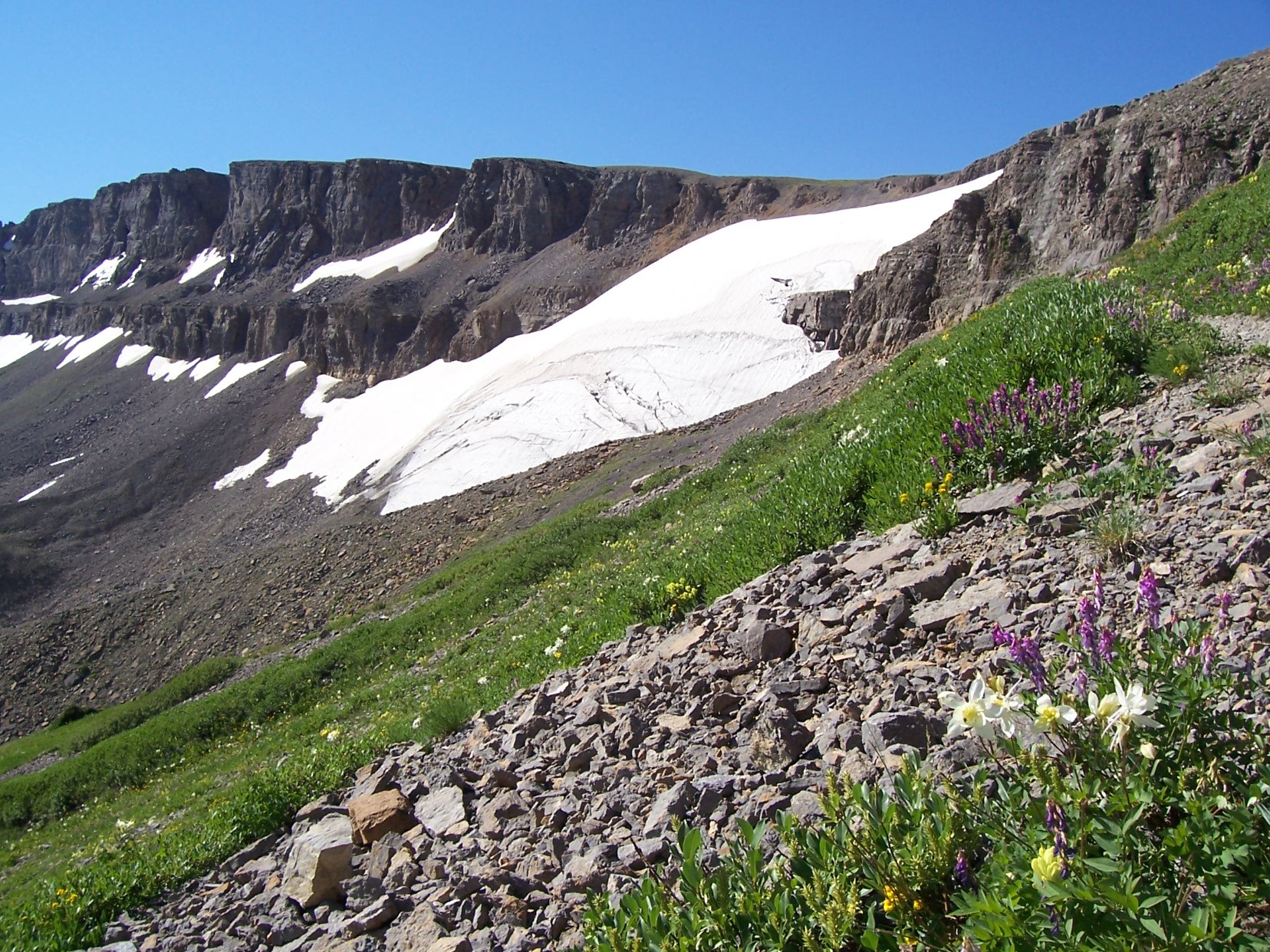
Schoolroom Glacier, un petit glacier qui a survécu à la fin des glaciations.

Une plus petite glaciation (Glaciation de Bull Lake) a lieu il y a entre 130 000 et 160 000 années. À cette époque, les glaciers du Teton Range descendent dans la vallée jusqu'au niveau de la ville de Jackson, à l'extrémité sud du parc. Ce glacier fondera il y a environ 100 000 ans.
Il y a 25 000 à 10 000 ans, la dernière glaciation du Wisconsin voit la présence de nouveaux glaciers, qui érodent la vallée et y déposent des moraines. Ils usent également la couche supérieur du sol, qui laissera par la suite place à des lacs comme le Jackson Lake. C'est après cette période froide que les premiers hommes commencent à arriver dans la région.